# Coup de chaleur (météorologie)
Pour les autres significations, voir Hyperthermie.
Pour les articles homonymes, voir Coup de chaleur.
En météorologie, un coup de chaleur (heat burst en anglais ou emballement thermique) est un phénomène rare caractérisé par des rafales de vent, une augmentation rapide de la température et un abaissement du point de rosée (et donc de l'humidité). Les heat bursts se produisent généralement de nuit et sont associés à des orages en phase de déclin. Bien que les conditions de ce phénomène puissent se retrouver un peu partout sur la planète, il a été surtout rapporté dans les Grandes Plaines d'Amérique du Nord.

## Principe
Ce phénomène n'est pas totalement compris. L'hypothèse la plus couramment admise est que la pluie tombant dans de l'air sec s'évapore en donnant de la virga et refroidit l'air environnant. Par conséquent, ce dernier devient plus dense et est accéléré vers le bas. En descendant rapidement, la masse d'air se réchauffe par compression adiabatique alors que la quantité de vapeur d'eau y reste la même, ce qui fait diminuer son humidité relative.
Le phénomène est donc similaire à une rafale descendante sèche. Ce qui l'en différencie, c'est que si la hauteur à laquelle le réchauffement commence est suffisante, la température de la parcelle descendante dépasse celle de l'environnement, particulièrement quand une inversion de température nocturne se développe dans la masse d'air de surface, c'est pourquoi ce phénomène se produit généralement la nuit. Ce phénomène est en général associé à la présence d'altocumulonimbus en fin de vie engendrés par de la convection en altitude (elevated convection en anglais).
Cet air très sec et chaud remplace l'air plus humide de surface.
Les diagrammes thermodynamiques ci-dessous montrent les conditions aéorologiques lors du passage d'un coup de chaleur dans l'Oklahoma le 12 mai 2009 à 21:00. Il est clair que l'air était stable jusqu'à 2 000 mètres d'altitude. Une parcelle d'air descendante atteignant le sol se sera réchauffée suivant l'adiabatique sèche, même au-dessous de 2 000 m. D'après les diagrammes ci-dessous, elle aura donc eu une température d'environ 37 ⁰C au sol.
Les températures peuvent s'accroître de plus de 10 °C en l'espace de quelques minutes. Des températures record ont été enregistrées lors de heat bursts ayant largement dépassé les 30 °C. Quelques exemples extrêmes ont été documentés où la température aurait dépassé 85 °C mais de tels extrêmes n'ont jamais été officiellement reconnus.
|                                            |                                            |
| SkewT à Norman (OK) le 12 mai 2009 à 19:00 | SkewT à Norman (OK) le 13 mai 2009 à 07:00 |

## Quelques exemples homologués
- Port-Vendres (Pyrénées-Orientales), le 15 juin 2022 : La température s'est brusquement élevée peu après 2 heures du matin, passant de 22 °C à 37 °C en l'espace de quelques dizaines de minutes. L'humidité a également chuté, passant de 80 % à 16 % et une rafale de 154 km/h a été mesurée[5].
- Arquettes-en-Val (Aude), le 12 juillet 2021 : La température s'est brusquement élevée vers 01 h, passant de 20,3 °C à 34,7 °C en l'espace de 30 minutes seulement. L'humidité a également chuté, passant de 87 % à 29 % et une rafale à 131 km/h a été mesurée.
- Troyes (Aube), le 17 juillet 2015, la température s'élève de 24 à 33 °C en 30 minutes en tout début de nuit grâce à des orages en état de désagrégation situés au Sud-Est de la ville. L'humidité baisse alors de 52 à 22 % et une rafale à 69 km/h est relevée. Ce phénomène est également enregistré dans une moindre mesure dans les stations aux alentours comme à Nevers, Reims ou Melun.
- Bussey (Iowa), le 3 mai 2012: Les températures s'élevèrent brusquement de 23⁰C à 29⁰C tandis que les rafales de vent passèrent de 25 km/h à 100 km/h[6].
- Torcy (Seine-et-Marne), le 29 avril 2012 : En pleine nuit vers 00 h 30, La température s'éleva de 11 °C et passa de 13,8 à 24,6 °C en quelques minutes, avec des rafales de vent comprises entre 90 et 115 km/h accompagnées d'une chute impressionnante du taux d'humidité. De 65 % à 00 h 30, il n'était plus que de 16 % à 00 h 40. Dans une moindre mesure, ce phénomène fut également ressenti dans un rayon d'une trentaine de kilomètres jusqu'à Paris[7].
- Oklahoma centre et ouest, 13 mai 2009 : La température s'éleva de 25 °C à 33 °C en quelques minutes. Des rafales de vent de 80 à 100 km/h se produisirent[4]. Ce heat burst était associé à un système convectif de méso-échelle à base élevée (elevated convection en anglais) en phase de dissipation qui avait balayé l’Oklahoma sur 300 km;
- Sioux Falls, Dakota du Sud, 3 août 2008 : La température s'éleva de 24 °C à 38 °C en quelques minutes. Des rafales de vent de 80 à 100 km/h se produisirent[8] ;
- Cozad, Nebraska, 26 juin 2008 : Rafales de vent de 120 km/h avec une augmentation de la température de 10 °C en quelques minutes[9]. ;
- Midland, Texas, 16 juin 2008: À 23 h 25 une rafale de vent de 100 km/h se produisit et la température s'éleva de 22 °C à 36 °C en l'espace de quelques minutes[10]. (Ces mesures ont été effectuées à plusieurs kilomètres de distance de l'événement, les rafales furent peut-être de l'ordre de 150 km/h)[11] ;
- Emporia, Kansas, 25 mai 2008: La température s'éleva brusquement de 22 °C à 33 °C entre 4 h 44 et 5 h 11 (CDT)[12]. Cela fut le résultat d'un coup de vent provenant d'un orage quasi stationnaire situé à 60 km au sud-ouest ;
- Canby, Minnesota, 16 juillet 2006: Un heat burst se forma dans l'ouest de l'État. La température s'éleva à 40 °C, et une rafale de 100 km/h se produisit. Le point de rosée chuta de 20 °C à 0 °C en une heure[13] ;
- Hastings, Nebraska, 20 juin 2006: Tôt le matin, la température s'éleva de 25 °C à 34 °C[14],[15] ;
- Minnesota et Dakota du Sud, 26 mars 1998: Une augmentation de température de 10 °C a été observée dans les villes de Marshall (Minnesota), Sioux Falls (Dakota du Sud), Brookings (Dakota du Sud) et Montrose (Dakota du Sud) pendant 2 heures[16] ;
- Oklahoma, 22-23 mai 1996: La température à Chickasha s'éleva de 31 °C à 39 °C en 25 minutes avec des rafales de vent de 100 km/h. La température à Ninnekah s'éleva de 31 °C à 39 °C en 40 minutes avec des rafales de vent de 110 km/h. De plus, des rafales de vent de 150 km/h se produisirent à Lawton provoquant des dégâts[17] ;

## Quelques exemples controversés
- Kopperl, Texas, 1960: Un coup de chaleur provoqua une augmentation de la température aux environs de 60 °C. Il est dit que les plants de coton ont été desséchés ainsi que la végétation environnante[18] ;
- Portugal, 6 juillet 1949: Un coup de chaleur provoqua une augmentation de la température de 38 °C à 70 °C en l'espace de 2 minutes. Officiellement, la température la plus chaude enregistrée sur Terre est 56,7 °C le 10 juillet 1913 à Furnace Creek (Californie, USA). Le précédent record n'a pas été homologué[19] ;
- Cherokee (Oklahoma), 11 juillet 1909 : à 3 h, un coup de chaleur au sud de Cherokee, Oklahoma, provoqua un bref pic de température à 57 °C, desséchant les récoltes du voisinage[20].
- Abadan (Iran), Juin 1967: Une température de 87 °C aurait été enregistrée[21].